# Antonio Sala (calciatore)
Antonio Sala (Sirone, 27 marzo 1883 – ...) è stato un calciatore italiano.

## Carriera
Nel 1902 era in forza al Mediolanum e successivamente passò al Milan insieme ai fratelli Trerè. Centravanti di riserva, giocò in campionato in due occasioni, la seconda delle quali la trasferta di Genova del 4 marzo 1906: vincendo lo scudetto a fine stagione, i rossoneri permisero a Sala di laurearsi campione d'Italia.

## Palmarès

### Calciatore

#### Club

##### Competizioni nazionali
- Campionato italiano: 1

Milan: 1906